# Dermestes freudei
Dermestes freudei là một loài bọ cánh cứng trong họ Dermestidae. Loài này được Kalík & Ohbayashi miêu tả khoa học năm 1982.